# Hawaï (boisson)
Pour les articles homonymes, voir Hawaï (homonymie).
Hawaï est une boisson gazeuse marocaine à saveur tropicale, commercialisée par The Coca-Cola Company. D’abord lancée en 1991 par la Société Industrielle Marocaine (SIM), la marque est rachetée par Coca-Cola en 1997.

## Histoire
Créée en 1991, la boisson Hawaï est introduite sur le marché marocain par la SIM. Elle se distingue par un goût sucré et fruité inspiré des saveurs exotiques. En 1997, la marque est intégrée au portefeuille du groupe Coca-Cola au Maroc, renforçant sa présence dans le segment des sodas.

## Caractéristiques
Hawaï se caractérise par une couleur jaune vif et une saveur tropicale, mélange de fruits exotiques tels que la mangue, l'ananas et le fruit de la passion. La recette n’a pratiquement pas changé depuis sa création. En 2019, une variante à l'ananas a été introduite sur le marché.

## Distribution
Hawaï est principalement distribuée au Maroc, mais elle connaît également un certain succès auprès des communautés marocaines en Europe, notamment en France, Belgique et Espagne. Depuis les années 2010, elle est de plus en plus présente dans les rayons de supermarchés européens et dans les commerces de proximité tels que les épiceries orientales, boucheries halal et fast-foods.